# ОШ „Слободан Пенезић Крцун” Јунковац
ОШ „Слободан Пенезић Крцун” Јунковац, насељеном месту на територији градске општине Лазаревац почела је са радом између 1875. и 1877. године.
Током балканских ратова и Великог рата у школи се налазила болница. После Другог светског рата школа је носила назив „Димитрије Туцовић”. Једно време школа је била и непотпуна Гимназија.
Данашња школска зграда подигнута је 1966. године, са пространим учионицама и великим школским двориштем, од када и носи назив ОШ „Слободан Пенезић Крцун”.
Као матична основна школа, са седиштем у Јунковцу, у свом саставу има и два подручна одељења, и то у Араповцу и Миросаљцима. У матичној школи настава је организована за ученике од првог до осмог разреда, док је настава у подручним одељењима организована за ученике од првог до четвртог разреда.